# Andrea Lavezzolo
Andrea Lavezzolo (Pariz, 12. prosinca 1905. – Chiavari, Genova, 16. studenoga 1981.) bio je talijansk romanopisac i pisac kratkih priča koji je stvorio i napisao mnoge istaknute talijanske stripove četrdesetih i pedesetih godina prošlog stoljeća.

## Život i karijera
Lavezzolo je rođen u Parizu od talijanskih roditelja. Obitelj se vratila u Italiju kad mu je bilo osam godina i nastanila se u Chiavariju blizu Genove. Napustivši školu rano kako bi pomogao uzdržavati obitelj, u mladosti je radio na raznim poslovima, uključujući zaposlenika osiguravajućeg društva, ali istovremeno počeo pisati kratke priče i pjesme za razne talijanske časopise. Također je napisao kratke romane poput L'idolo cinese u izdanju Sonzognoa 1936. i dječje knjige Carroccia poput Il mantello magico 1934. i Le tre Pepite 1939. godine. Lavezzolo je počeo pisati za tjednik stripova Albogiornale Juventus s "La città delle tenebre" 1939. godine, a početkom 1940-ih radio je na scenarijima i tekstu za seriju stripova Dick Fulmine. Nastavio je s nizom stripova i likova među kojima su bili Gim Toro 1946. (njegov prvi veliki uspjeh), Tony Falco 1948., Geky Dor 1949., Kinowa 1950. i Kit Teller 1958.
Sredinom 1950-ih Lavezzolo je počeo raditi za novine Il Giorno na preporuku Cina Del Duce, koji je prethodno radio u Del Ducinim časopisima Il Monello i Intrepido, koji su bili orijentirani na djecu i tinejdžere. 1957. postao je urednikom tjednog priloga za mlade Il Giorno dei Ragazzi i na tom je mjestu ostao do 1966. U kasnijim godinama napisao je eseje i članke o talijanskim stripovima za časopise Narednik Kirk i Il Fumetto, a 1975. godine postao je počasnim predsjednikom Associazione Nazionale Amici del Fumetto.
Lavezzolo je umro u Chiavariju 1981. u 75. godini. Nekrolog u Il Secolu XIX napisao je sam Lavezzolo kad je već bio teško bolestan. Nekrolog započinje ovako:
U njegovu čast nazvana je ulica u Rimu - Via Andrea Lavezzolo u četvrti Torrino Mezzocammino. Jedno od najnovijih gradskih područja (gradnja započela 2005. godine), Torrino Mezzocammino ima ulice, trgove, pa čak i škole nazvane po likovima, piscima i umjetnicima talijanskog stripa.